# Södermanlands Kalvill
Södermanlands Kalvill är en äppelsort vars ursprung är okänt. Äpplets skal är av en gulaktig färg, och köttet som är saftigt, har en druvig smak. Äpplet plockas i skiftet mellan september och oktober, och håller åtminstone hela oktober. Äpplet är främst ett ätäpple, men kan även användas i köket. Blomningen på detta äpple är medeltidig, och äpplet pollineras av äpplen med samtidig blomning. I Sverige odlas Södermanlands Kalvill gynnsammast i zon I-IV.

## Referenser

Södermanlands kalvill (litografi av målning av Henriette Sjöberg (1842–1915)).